# Калемљење на семе
Kалемљење на семе је техника која као подлогу користи хипогеично семе у фази клијања. На клијавцу се уклања корен и епикотил, а остају котиледони у семењачи који представљају подлогу. Племка је дормантна и слична оној код копулирања. Калемљење на семе изводи се крајем фебруара и почетком марта. У пракси је релативно мали број биљака који је погодан за ову методу. Могућ је само за врсте са крупним семеном: Aesculus, Camellia, Castanea, Quercus. Срастање се остварује релативно брзо јер долази до стимулације развоја корена на преосталим котиледонима и племци и код врста које се теже ожиљују због утицаја хранљивих материја и хормона из котиледона. У Винчестеру (Енглеска) у расаднику Хилиер (Hillier Nursery) врши се калемљење на семе где подлога и племка припадају различитим врстама у оквиру фамилије. Калемљене биљке стављају се у влажан тресет у покривени парапет, тако што је семе на 4 cm дубине. Брзо срастање стимулише се грејањем одоздо (21оC).

## Поступак

### Претходна припрема подлоге
Из сетвених леја се ваде тек исклијале биљке са првим паром листова који још није потпуно развијен. Клијавац се уклања, а остављају се котиледони у семењачи пресецањем дршки котиледона.

### Припрема племки
Бирају се нешто тање племке дуге око 10 cm. На њима се праве два наспрамна коса реза на проксималном крају дужине 2 cm - клин, као за калемљење у процеп.

### Припрема подлога
Врх ножа се забоде између котиледона и направи се урез који одговара клинастом резу племке.

### Спајање
Племка се умеће у семе тако да површине њеног реза належу на површине реза котиледона. Никакво увезивање није потребно. Раствором формалина (0,4%) могу да се премажу пресеци подлоге и племке због спречавања гљивичних инфекција.

## Ширина примене
Мур описује ову методу примењену на кестенима и бележи успех само са племкама узетим са млађих биљака. Резнице узете са истих биљака побадане у исти супстрат (песак) нису се ожиљавале, као ни калеми са племкама са старијих биљака.
Код камелија коришћене су и дормантне и активне племке. Овде се процес производње скраћује тако да се саднице реализују за време које је потребно само за производњу подлога (за методу у процеп, која се стандардно користи за камелије, потребне су двогодишње саднице). Истовремено клијавци са којих су узети котиледони могу се употребити за подлоге при калемљењу. Још једна предност методе је у далеко мањем простору који је потребан него за класично калемљење, а семе које се употребљава за калемљење јефтиније је од садница које се употребљавају за подлоге.
Од осталих врста описује се и успешно калемљење на семе гинка, а мање је успешно код глициније.